# Mogok
Mogok – miasto w środkowej Mjanmie, w okręgu Mandalaj. Według danych szacunkowych na rok 2007 liczy 95 264 mieszkańców. Ośrodek przemysłowy.